# Список епізодів телесеріалу «Титани»
Список та короткий опис епізодів американського телесеріалу «Титани», що транслюється на стрімінговому сервісі DC Universe.
| Сезон | Епізоди | Епізоди | Оригінальний показ | Оригінальний показ |
| Сезон | Епізоди | Епізоди | Перший показ       | Останній показ     |
| ----- | ------- | ------- | ------------------ | ------------------ |
| 1     | 11      | 11      | 12 жовтня 2018     | 21 грудня 2018     |
| 2     | 13      | 13      | 6 вересня 2019     | 29 листопада 2019  |
| 3     | 13      | 13      | 12 серпня 2021     | 21 жовтня 2021     |
| 4     | 12      | 12      | 13 листопада 2022  | 11 травня 2023     |

## 1 сезон (2018)
| No. | Назва                               | Режисер              | Сценарист                                                    | Дата показу       |
| --- | ----------------------------------- | -------------------- | ------------------------------------------------------------ | ----------------- |
| 1 | «Титани» «Titans»                   | Бред Андерсон        | Аківа Ґолдсман, Джефф Джонс та Ґреґ Берланті                 | 12 жовтня 2018    |
| Після вбивства своєї матері таємничим нападником, проблемна підліток Рейчел Рот демонструє телекінетичні здібності і біжить з міста. Детектив з Детройту Дік Ґрейсон бореться зі злочинністю вночі, використовуючи свою особистість месника, Робін. Рейчел потрапляє до поліції Детройта, та дізнається про Діка з своїх кошмарів і просить його допомоги. До того як він зрозумів, що вона говорила правду про свою матір, Рейчел викрали. Тим часом, у Відні, Австрія, Корі Андерс прокидається після автомобільної катастрофи без пам'яті про свою особистість. Вона знаходить дорогу до ґанґстера Костянтина Ковара, якого, мабуть, зрадила у пошуках якоїсь дівчини - Рейчел. Коли Ковар намагається застрелити її, вона випускає вогняну силу, яка спалює усіх інших у кімнаті. За мить до ритуального вбивства, Рейчел відключається, та з'являється її темна версія і вбиває свого потенційного вбивцю. Дік прибуває і забирає її у "безпечне місце". У Ковінгтоні, штат Огайо, зелений тигр вломлюється у магазин електроніки і з диском гри втікає до лісу, перетворюючись на зеленошкірого людського хлопчика. |                                     |                      |                                                              |                   |
| 2 | «Яструб та Голубка» «Hawk and Dove» | Бред Андерсон        | Аківа Ґолдсман                                               | 19 жовтня 2018    |
| Генк Гол ("Яструб") і Дон Ґрейнджер ("Голуб") - масковані месники і коханці, які планують усунути банду, вкравши достатньо грошей, щоб замінити стегно Генка і поїхати у Вісконсин. Дік Ґрейсон, бився як Робін поруч з цією парою чотири роки тому, зараз же він надає притулок Рейчел у квартирі старих знайомих. Рейчел відчуває, що Дік і Дон були в романтичних стосунках, і що Дон не пережила розставання. Коли ревнивий Генк б'ється з Діком, Рейвен випускає свої сили, щоб розірвати бійку. Рейчел розказує Діку, що така дія відчувається їй добре. Ядерна сім'я, яка була" активована", щоб повернути Рейчел, набула свого розташування після тортур детектива Емі Рорбах, напарниці Діка. Сокіл і Голуб закінчили свою місію з жорстокою допомогою Робіна. Рейчел засмучена, виявивши, що Дік мав намір залишити її з Дон і Генком і кинути. Ядерна сім'я зустрічає Діка, Генка і Дон на даху квартири, та перемагає усіх, також захопивши з собою Рейчел і залишаючи Дон у тяжкій травмі на вулиці біля даху. |                                     |                      |                                                              |                   |
| 3 | «Походження» «Origins»              | Кевін Родні Салліван | Річард Гейтем та Джефф Джонс, Маріша Мукерджі та Ґреґ Волкер | 26 жовтня 2018    |
| Корі вистежила Рейчел і бачить, як Ядерна Сім'я викрадає її. Темна особистість Рейчел відмовляється допомогти їй, але Корі прибуває та спалює батька сім'ї своїми силами і переконує Рейчел піти з нею. Рейчел дізнається, що Корі страждає амнезією і шукає її, але ніхто з них не знає чому. Стара фотографія матері Рейчел, Мелісси, приводить Рейчел і Корі в монастир, де Мелісса ховала Рейчел від її батька, коли вона була дитиною, і який Корі відвідувала у пошуках Рейчел рік тому. Рейчел ненадовго зустрічає Ґарфілда Лоґана, як одразу з'являється Дік. Після того, як темне "я " Рейчел знову проявляється, Дік і Корі повертають її в монастир, де сестри таємно замикають її у підвалі. Корі виявляє, що до втрати пам'яті вона вивчала різні пророцтва судного дня, що стосуються появи апокаліптичної "ворони". Темна особистість Рейчел насміхається над нею, а потім робить вибуху, який дозволяє Рейчел втекти. |                                     |                      |                                                              |                   |
| 4 | «Дум Патруль» «Doom Patrol»         | Джон Фосетт          | Джефф Джонс                                                  | 2 листопада 2018  |
| Два роки тому Ґарфілд Лоґан помирав у воєнній лікарні, допоки невідомий чоловік не ввів йому зелену рідину. У нашому часі Рейчел натикається на Ґара, якого вона зустріла раніше на грі під час зустрічі Корі та Діка, він знаходиться у своїй тигровій формі, два підлітки дружаться та біжать разом. Рейчел натикається на двох мисливців, яким вона погрожує залишити оленя, але ті бояться. З'являється Ґар, який лякає мисливців своєю тигрячою формою. Тим часом Дік і Корі повертаються у, тепер вже зруйнований, монастир. Черниця продовжує повторювати, що Рейчел вже не зупинити, і це турбує Діка, тому він і Корі пробираються в найближчий поліцейський відділок, де мисливці дають Діку опис дівчинки, який нагадує Рейчел. Корі і Дік вистежили мисливця та допитали його. Ґар бере Рейчел у свій будинок, де вона зустрічає Кліффа Стіла/Роботмена і Ларрі Трейнора/Негатива. Ріта Фарр/Еласті виходить з своєї кімнати та приєднується до четвірки за вечерею. Вечеря переривається, коли Найлс Колдер/Шеф приносить пацієнтку, яка була облита рідким азотом. Група не в змозі врятувати пацієнтку, але Рейчел, з допомогою своїх сил, зуміла заспокоїти реакцію організму на сироватку Нілу. Нілс приходить в лють від того, що Ґар привів Рейчел до них додому. Але одразу після прагення секретності від Ґара, Нілс пропонує спробу допомогти та вилікувати Рейчел, але у процесі операції вона нападає на нього, та її "темне я" нападає на Шефа. Дік та Корі прибувають у будинок, поки Корі затримує членів Горе-чату, Дік кидається до Рейчел і заспокоює її, обіцяючи, що він захистить її. Перш ніж Дік йде з Рейчел і Корі, Шеф пропонує, щоб Ґар долучився до групи Діка. |                                     |                      |                                                              |                   |
| 5 | «Разом» «Together»                  | Міра Менон           | Браян Едвард Гілл та Ґабріель Стентон                        | 9 листопада 2018  |
| Дік створює союз з Корі, Ґаром і Рейчел. Згодом Дік вирішує, що команда мусить продемонструвати свої сили один одному (це роблять усі, окрім Діка). Рейчел і Ґар дружаться, а Дік і Корі створюють дуже тісні стосунки. Доктор Адамсон посилає до сім'ї нового ядерного вітчима. Ядерна сім'я атакує, але разом група здатна дати відсіч. Дік також показує себе команді як Робін рятуючи їх. Після бійки Дік вирішує відвідує Адамсона самостійно, який тим часом вбиває сім'ю, яка полоні Титанів, дистанційно. Коли ударна команда приходить вбити Діка - який допитує Адамсона - з'являється новий Робін і рятує свого попередника. |                                     |                      |                                                              |                   |
| 6 | «Джейсон Тодд» «Jason Todd»         | Керол Банкер         | Річард Гейтем та Джефрі Девід Томас                          | 16 листопада 2018 |
| Джейсон Тодд, новий Робін, рятує Діка з пастки та разом вони беруть тіло Адамсона у будівлю в Чикаго, яка належить Брюсу. У будівлі Дік виймає з лівої руки жучок, який йому колись імплантував Брюс. Джейсон дає фотографії, які Брюс просив передати Діку, ці фото призводять Робінів до Нік Зукко, сина Тоні Зукко, який був заарештований два роки тому, а потім вбитий Мароні після того, як його жорстоко побив Дік. Дік відвідує нічний клуб, де він зустрічає старого друга - Клейтона Вільямса, який стає мішенню Ніка. Поруч вибухає автомобіль, який захоплює увагу Джейсона і Діка, який відповідає на дзвінок Ніка. Дік вистежує Ніка, у якого в заручниках Клейтон. Джейсон прибуває, щоб допомогти Діку перемогти Ніка. Коли поліцейські прибувають, Джейсон жорстоко б'є їх та призводить до тяжких травм, чим незадоволений Дік. Повернувшись до Чикаго, Корі стикається з Адамсоном, який говорить їй, що не буде говорити про Рейчел. |                                     |                      |                                                              |                   |
| 7 | «Притулок» «Asylum»                 | Алекс Калимніос      | Браян Едвард Гілл та Ґреґ Волкер                             | 23 листопада 2018 |
| Рейчел нападає на Адамсона, який намагається вбити себе, але Рейчел не дозволяє. Потім він насміхається над Діком та Корі про те, як Рейчел "очистить" світ. Дік допитує Адамсон про батька Рейчел, але замість цього він розповідає їм про Анжелу Азарат, мати Рейчел, яка знаходиться у старому притулок. Рейчел наполягає на порятунку своєї матері, але Дік стверджує, що він бреше. Рейчел, Ґар, Дік і Корі захоплені охоронцями, після прибуття у притулок. Рейчел потрапляє у кімнату з Адамсоном, який намагається переконати її у виклику батька, але врешті-решт вона вбиває Адамсона. Рейчел знаходить свою матір, яка не вірить, що Рейчел - її донька, але переконується, коли Рейчел показує свій знак народження. Рейчел вирушає рятувати Ґара, Діка і Корі, яких катували вчені. Зрештою, група біжить з притулку, який спалює Корі. Перед тим, як покинути притулок, Дік спалює костюм Робіна. |                                     |                      |                                                              |                   |
| 8 | «Донна Трой» «Donna Troy»           | Девід Фрайз          | Річард Гейтем та Маріша Мукерджі                             | 30 листопада 2018 |
| У той час як Рейчел, Корі і Ґар супроводжують Анжелу поїздом до будинку, яким вона володіє в Огайо, Дік йде самостійно, щоб возз'єднатися зі старою подругою Донна Трой. ФБР зупиняє поїзд у пошуках Корі, але вона та інші втікають після того, як вона робить вибух у вагоні спричинений солами Зоряної зірки. Поки Рейчел використовує свої сили, щоб дізнатися спогади Корі, Донна перекладає текст, який Дік сфотографував у сховищі Корі. Донна інтерпретує втрачену давню мову як: місія Корі - вбити Рейчел. У Корі відбувається спалах спогадів пам'яті, і тут же вона хапає Рейчел за горло. |                                     |                      |                                                              |                   |
| 9 | «Генк та Дон» «Hank and Dawn»       | Аківі Ґолдсман       | Джефф Джонс                                                  | 7 грудня 2018     |
| Поки Дон все ще у комі, Генк згадує своє дитинство, коли він дозволив собі піддатися сексуальному насильству з боку свого футбольного тренера, щоб врятувати свого молодшого брата Дона. У коледжі Генк і Дон стають месниками, Сокілом та Голубом, щоб карати сексуальних злочинців. Несвідома Дон згадує своє життя балерини і останній раз, коли вона бачила свою матір. Мати Дон і Дон гинуть в одному нещасному випадку, а Дон і Генк знайомляться на консультації. Дон виявляє, про минуле Генка - Сокіла. Він розповідає Дон про своє насильство, але визнає, що ніколи не шукав відплати проти тренера, тому що не міг змиритися з тим, що з ним сталося. Дон знаходить кривдника і вимагає, щоб він зізнався; коли вони жорстоко побили один одного, Генк прибуває і закінчує карету. Генк і Дон сплять разом. У теперішньому Дон прокидається і каже Генку, що їм потрібно знайти Джейсона Тодда і допомогти Рейчел. |                                     |                      |                                                              |                   |
| 10 | «Коріанд'р» «Koriand'r»             | Маджа Врвіло         | Ґабріель Стентон                                             | 14 грудня 2018    |
| Донна не дає Корі вбити Рейчел. Дік і Донна слідують за розкаяною, але збентежену Корі на покинутий склад, де космічний корабель з'являється саме для Корі. Вона Коріанд'р, з планети Тамаран, на місії, щоб знищити Рейчел, перш ніж вона доведе Землю до руйнування та згодом зробить те ж саме з Тамаран. Батько Рейчел - Тригон, створіння з іншого виміру, яке поглинає світи. А Рейчел - це двері Тригона у наш вимір, але також засіб знищити його. Дік, Донна і Корі розуміють, що Анджела (мати Рейчел) допомагає Тригону. Ґар починає бачити марення у будинку Анджели і падає. Поки Ґар помирає, Анджела переконує Рейчел викликати Тригона, який зможе допомогти. Вона бачить як Тригон і Анджела возз'єдналися. Тригон все-таки зцілює Ґара і каже Анжелі, що вони можуть почати руйнувати світ, як тільки серце Рейчел розіб'ється. Дік, Донна і Корі прибувають, але тільки Дік може пройти через містичний бар'єр, який тепер оточує будинок Анджели. |                                     |                      |                                                              |                   |
| 11 | «Дік Ґрейсон» «Dick Grayson»        | Ґлен Вінтер          | Річард Гейтем                                                | 21 грудня 2018    |
| Минуло п'ять років, Дік живе щасливо з Дон і їх сином Джоном, та ще однією дитиною на підході. Рейчел і Ґар навчаються у коледжі. До будинку приїжджає Джейсон, та просить Діка зупинити Брюса, який має намір вбити Джокера, через смерть Альфреда та комісара Ґордона. Дік вирушає до злочинного Ґотема та зустрічає там Корі, яка приєдналася до ФБР. Бетмен все таки холоднокровно вбиває Джокера, а також кожного пацієнта та звичайних працівників притулку Аркхем. Дік змушений розкрити поліції секретну особистість Бетмена, щоб вони могли його затримати. Команда спецназу нападає на маєток Вейнів, але Бетмен вбиває усіх їх, а також Кору. Дік зносить особняк вибухівкою. У руїнах він знаходить там живого Бетмена, але у пастці, Дік добиває його. У наш час Рейвен з жахом бачить, як Дік поневолений силою Тригона, вбиває Бетмена, у фантазії створеної Тригоном, щоб залучити Діка до повної темряви. У сцені після титрів з'являється напис "десь у Метрополісі" та чутні звуки боротьби. Гуманоїдна фігура руйнує експериментальну камеру. Назва піддослідного значиться як "експеримент 13" на пошкодженому моніторі комп'ютера, фігура входить у камеру, та забирає лабрадора ретривера який тримався у прозорій клітці з зеленим підсвічуванням. У пса на мить червоніють очі лазерним відблиском, а у фігури схожої на людину видніється літера S. |                                     |                      |                                                              |                   |